# Jardín Botánico d'Èze

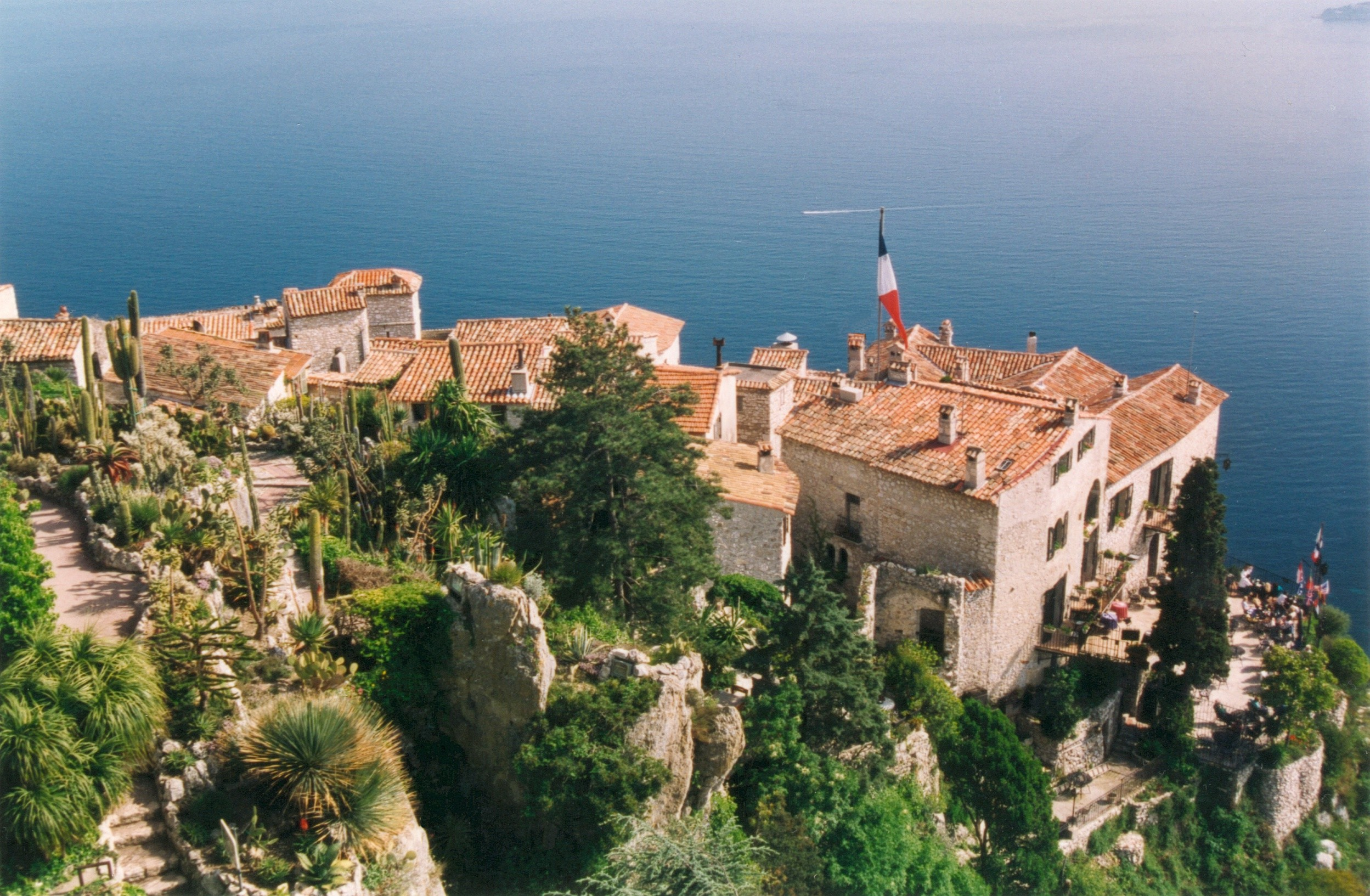
El Jardín Botánico de Èze, frente al Mediterráneo.

El jardin botanique d'Èze (Jardín botánico de Èze) está situado en la localidad de Èze en los Alpes Marítimos. Es un Jardín botánico dispuesto en un terreno escarpado. Se le conoce por su impresionante colección de cactus y plantas crasas, con el clima favorable para estas plantas de la Costa Azul.

## Colecciones
Sobre todo plantas crasas, con abundancia de cactus
- Datos: Q3162606
- Multimedia: Le Jardin d'Eze / Q3162606